# مانوراما (بازیگر تامیلی)
مانوراما (انگلیسی: Manorama؛ ۲۶ مه ۱۹۳۷ – ۱۰ اکتبر ۲۰۱۵) بازیگر و خواننده پلی‌بک اهل هند بود. وی بین سال‌های ۱۹۵۸ تا ۲۰۱۵ میلادی فعالیت می‌کرد.
از فیلم‌ها یا برنامه‌های تلویزیونی که وی در آن نقش داشته‌است می‌توان به پدر عزب، پسر عاشق، ۷رنگ شکیل دهنده رنگین کمان، مادر ولانکانی، بیا، عشق من، جهان عشق، دوست، حریم خصوصی، برادران بی‌نظیر، خانواده، کوزه پر، مرد خوش‌تیپ، صدا، در دامان مادر، رهبر، مزرعه‌دار، عزیز، عزیز، صندوق پستی ۵۲۰، برادر بزرگ‌تر یک معبد است، تجربه جدید، برادرشوهرش خوشش آمد و آرونداتی اشاره کرد. وی برنده جوایزی همچون جایزه ملی فیلم بهترین بازیگر نقش مکمل زن شده‌است.